# Potentiale Feldkirch
De POTENTIALe Feldkirch is een kunstbeurs en kunstfestival in Feldkirch in de Oostenrijkse deelstaat Vorarlberg. Het werd voor het eerst gehouden in 2007 en vindt sindsdien jaarlijks in november plaats.
Op de beurs en het festival presenteren ongeveer 110 exposanten hun producten en ideeën op een expositieruimte van 3.373 m². Naast een vintagemarkt zijn er workshops en discussiegroepen, het zogenoemde designlaboratorium, fototentoonstellingen en presentaties van muziek en films.
De POTENTIALe doelt niet alleen erop een interdisciplinair verkoopplatform te zijn maar ook een ideaal platform voor de protagonisten voor de marketing en distributie van hun werken en producten, dus om de opbouw van een divers netwerk van contacten mogelijk te maken. Verder wil de POTENTIALe de nauwe relatie tussen het product en de ontwerper vertegenwoordigen, met focus op duurzame productieketens, materialen en producten.

## Geschiedenis
De POTENTIALe werd oorspronkelijk opgericht in 2007 onder de naam "Artdesign Feldkirch" en was een jaarlijkse beurs voor de verkoop van ambachten en designproducten. Sindsdien organiseert het bureau Artdesign / POTENTIALe niet alleen de beurs en het festival, maar helpt het ook mee de stedelijke ontwikkeling van de stad Feldkirch vorm te geven.